# クライスラー
クライスラー (Chrysler) は、オランダ・アムステルダムに本社を置く持株会社であるステランティス N.V. の自動車ブランドの一つである。アメリカ合衆国ミシガン州オーバーンヒルズに本社を置いていたクライスラー本社は現在Stellantis North Americaとなっている。
クライスラーの歴史は、1925年にウォルター・クライスラーが設立したクライスラーコーポレーション (Chrysler Corporation) から始まった。クライスラーは永年、自動車産業のビッグスリーと賞賛されたが、アメリカの金融危機を発端とした世界的な不況の影響から2009年4月30日に連邦倒産法第11章の適用申請を行うに至った。同年6月10日には法的手続が完了し、約1か月というスピードで再建された。
2014年、フィアットが買収し新たに設立された、フィアット・クライスラー・オートモービルズ（FCA）の子会社になった。2021年にFCAとグループPSAの合併により誕生した、ステランティスの子会社となり、現社名に変更した。

## 歴史

### 設立

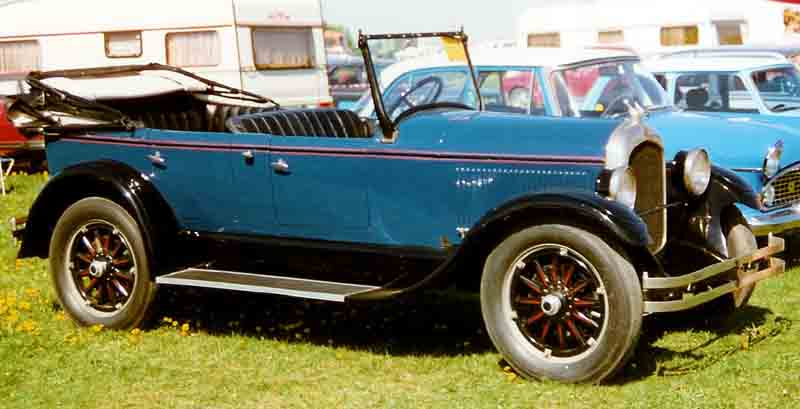
70 ツーリング（1924年）

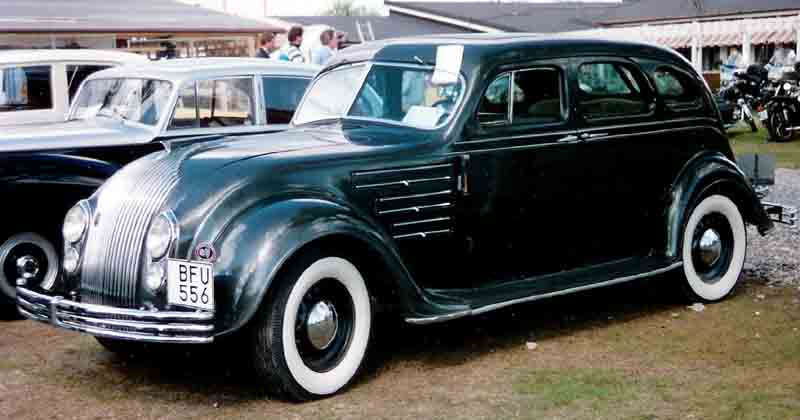
エアフロー（1934年）

1925年6月6日にウォルター・クライスラーが前年に発表した6気筒エンジン車クライスラー・シックスを製造販売する会社として、当時のマックスウェルとチャーマーズの両社を統合の上、設立した。
その後、1928年に「プリムス」と高級車を擁する「デソート」ブランドを設立、翌1929年にはダッジ・ブラザーズ社を買収してラインナップを充実させ、GMとフォードに次ぐアメリカのビッグ3のひとつに成長する。また、この頃よりヨーロッパや日本への輸出を積極的に行い、その販路を拡大した。

### 先進技術の導入

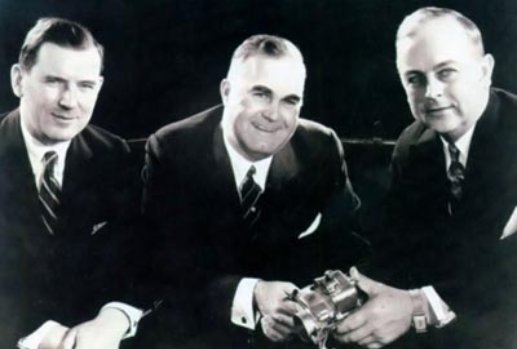
Three Musketeers - 創業期クライスラーの技術面を支えた「三銃士」。左からスケルトン、ジーダー、ブリアー(1933年撮影)

ウォルターはマックスウェルの経営獲得前、ウイリス・オーバーランドの経営幹部を務めていた時期、スチュードベイカーの有能な技術者チームで1910年代後期の同社で「三銃士」(Three Musketeers)と呼ばれた3人の技術者、フレデリック・ジーダー（Frederick Morrell Zeder）、オーウェン・スケルトン(Owen Ray Skelton)、カール・ブリアー(Carl Breer)らを引き抜き、ウイリス社内での新型6気筒車の開発を委ねていた。ところがウイリスの経営破綻でこの開発は1922年につまづき、クライスラーは辞任、「三銃士」たちもやむなく技術コンサルタント会社「ZSB」を設立して再独立した。マックスウェルの経営に参画したウォルターは、改めて「三銃士」と彼らに連なる人材をマックスウェルに迎え入れ、ウイリス時代から持ち越されていた6気筒車計画を再生する形でのちの「クライスラー・シックス」が開発されたのであった。
ウォルターは会社名をクライスラーに改称した後も、「三銃士」ら技術陣の高い能力を活かし、社内開発・社外メーカー技術を問わず新しい技術を果敢に導入するなど、技術面ではしばしばGMやフォードに大きく先んずる姿勢を発揮、これは第二次世界大戦後の1950年代までクライスラーの伝統となった。
最初のクライスラー・シックスからして、機械式4輪ブレーキがようやく普及し始めた時期に、超高級車のデューセンバーグ(1921年)以外に先例がなく大量生産自動車では初となった、ロッキード式の4輪油圧ブレーキシステムを導入した画期的量産車であった。さらに、エンジンユニットを3点で浮動支持して振動抑制を図る「フローティングパワー」と呼ばれる新方式のエンジンマウント（一般にはフローティングマウントと呼ばれる。1932年実用化）、エンジン位置を従前より前進配置させて前輪荷重を大きくすることで直進性を高める「アンダーステア型」の前傾重量配分（1933年）、油圧式パワーステアリング（1952年に乗用車で世界初導入）など、1920年代後期から1950年代までにクライスラーが他社に先駆けて導入・実現した重要な新技術は非常に多く、これに多くのメーカーが追随している。しかもクライスラーは、これらの技術を上級車のクライスラーのみに留めず、中級車のダッジ、大衆車のプリムスに至るまで応用することに努め、技術の普及を速めた。
その自負のもと、1930年代初頭には、先進技術（前傾型重量配分、スケルトン構造ボディ）と流線形の斬新なデザインを合わせた新型車「エアフロー」を導入したが、これはデザインが先進的過ぎたために市場に受け入れられず、商業的には成功できなかった。しかしこれ以降アメリカやヨーロッパ、日本では流線形のデザインが主流となっていく。

### 第二次世界大戦

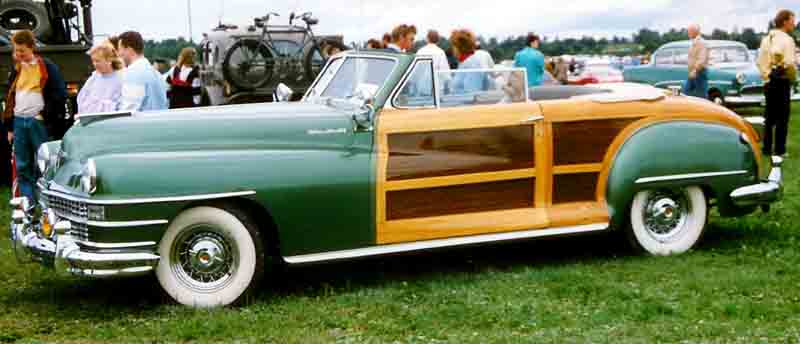
タウン・アンド・カントリー（1948年）

1930年代には戦車や、ウエポンキャリアなど軍用車両の製造にも進出した。以後軍用車部門は同社の収益の多くをあげる重要部門に成長し、アメリカも1941年12月より参戦した第二次世界大戦中は、戦争特需で同社の経営の安定に大いに貢献した。
また、第二次世界大戦中は一般向けの乗用車の開発が中止され、新車の販売も極度に制限されたものの、終戦後の1940年代後半は、帰還兵による特需で乗用車の売り上げを伸ばした上に、1950年に勃発した朝鮮戦争による特需で、再び軍用車部門の売り上げが増えることとなった。

### ヘミエンジンとモパー、「フォワード・ルック」

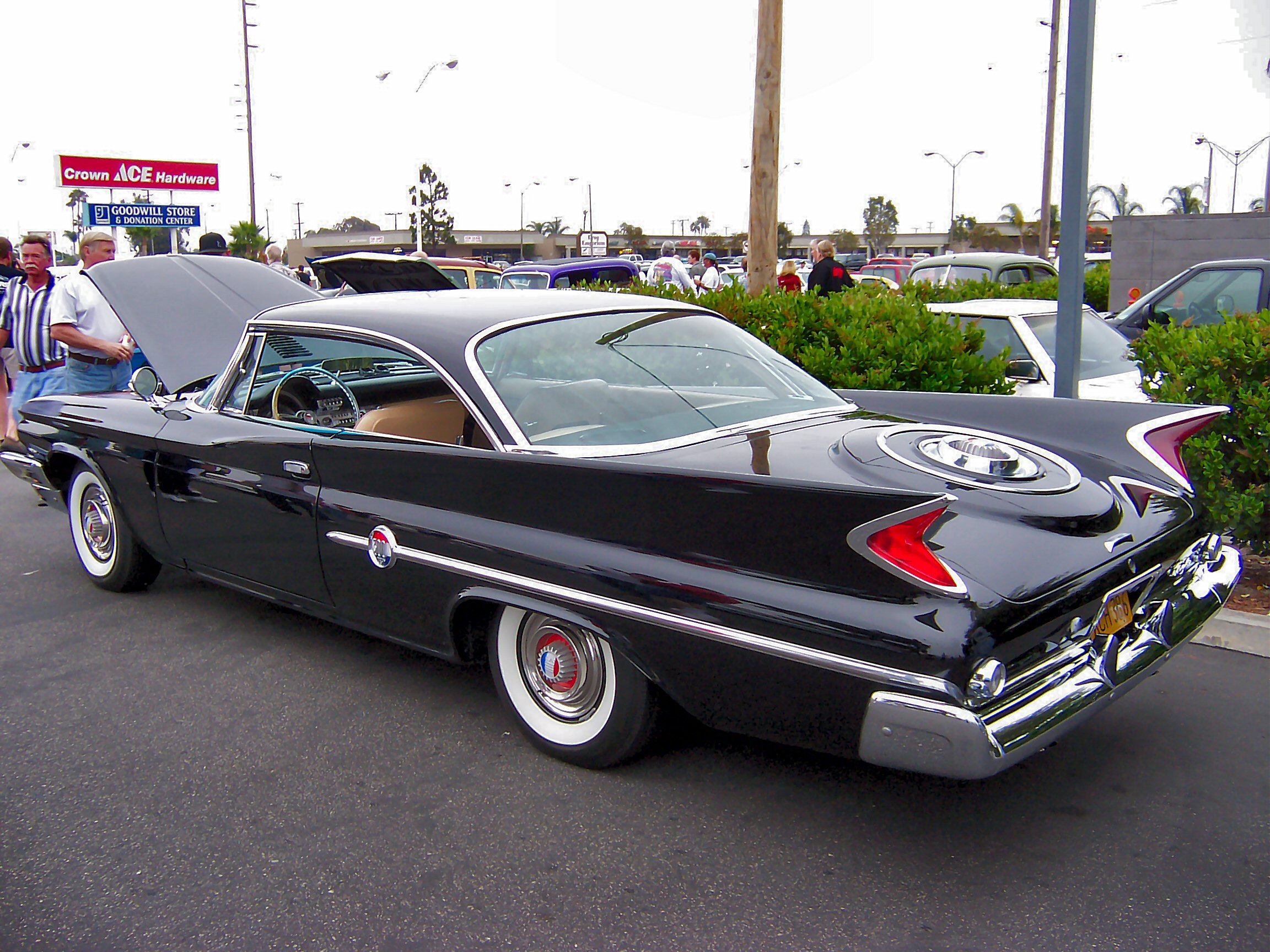
300F（1957年）

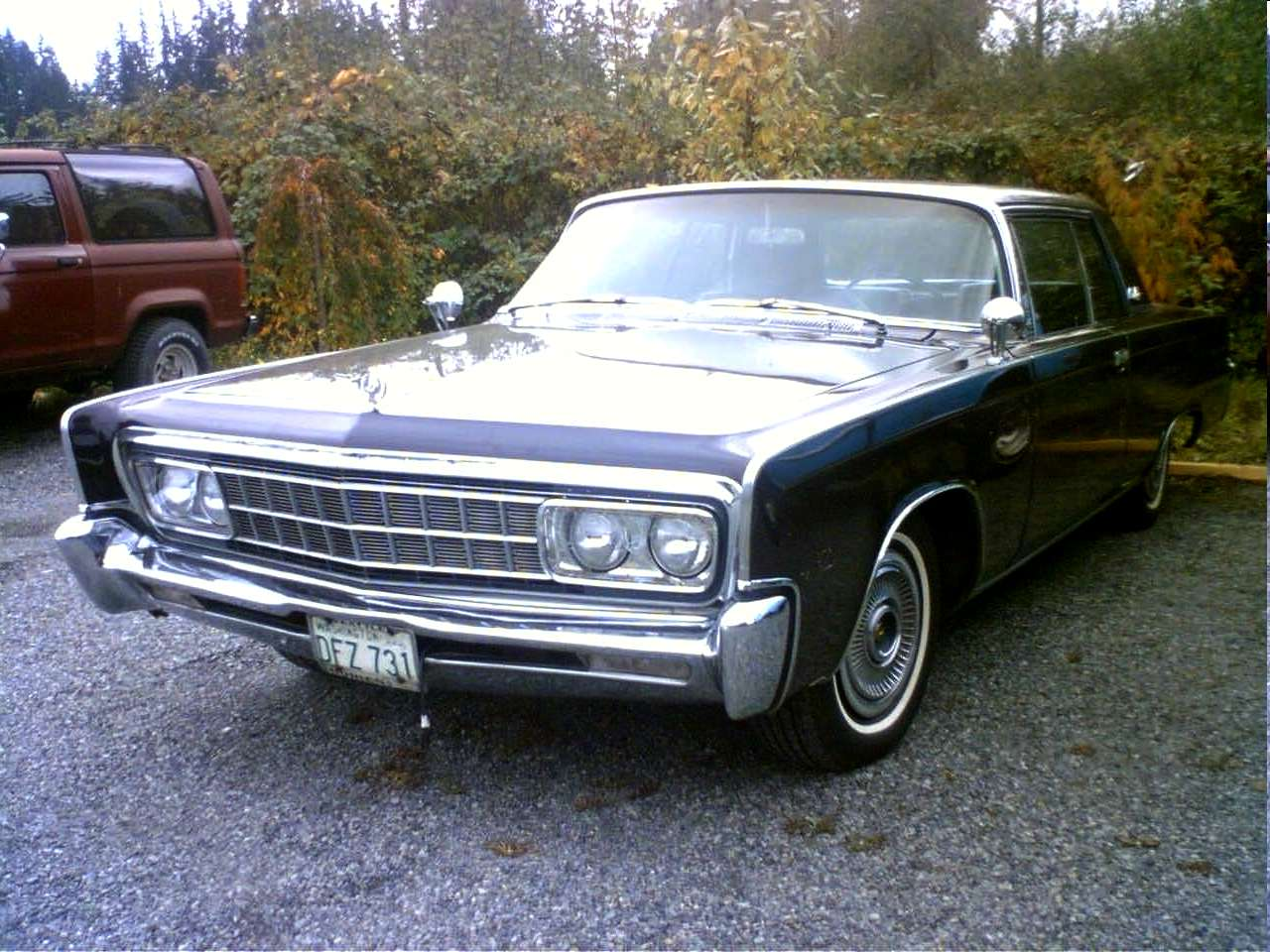
インペリアル（1966年）

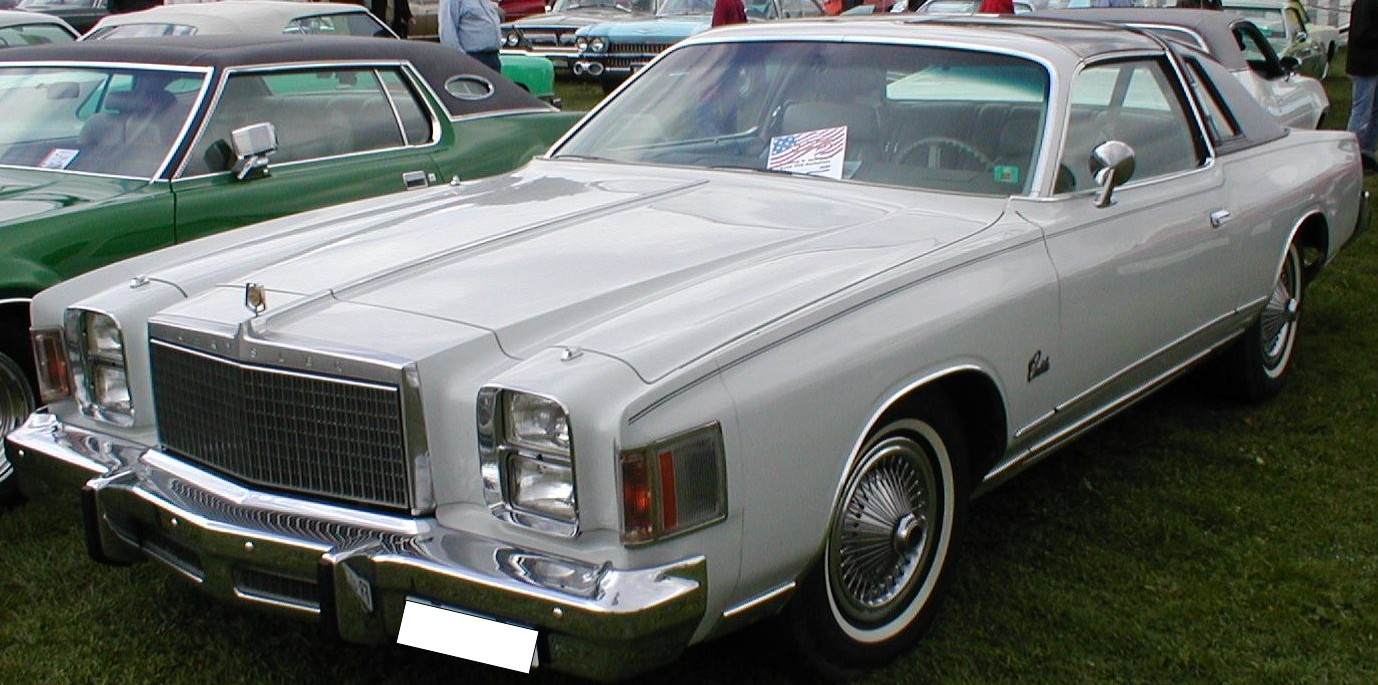
コルドバ（1978年）

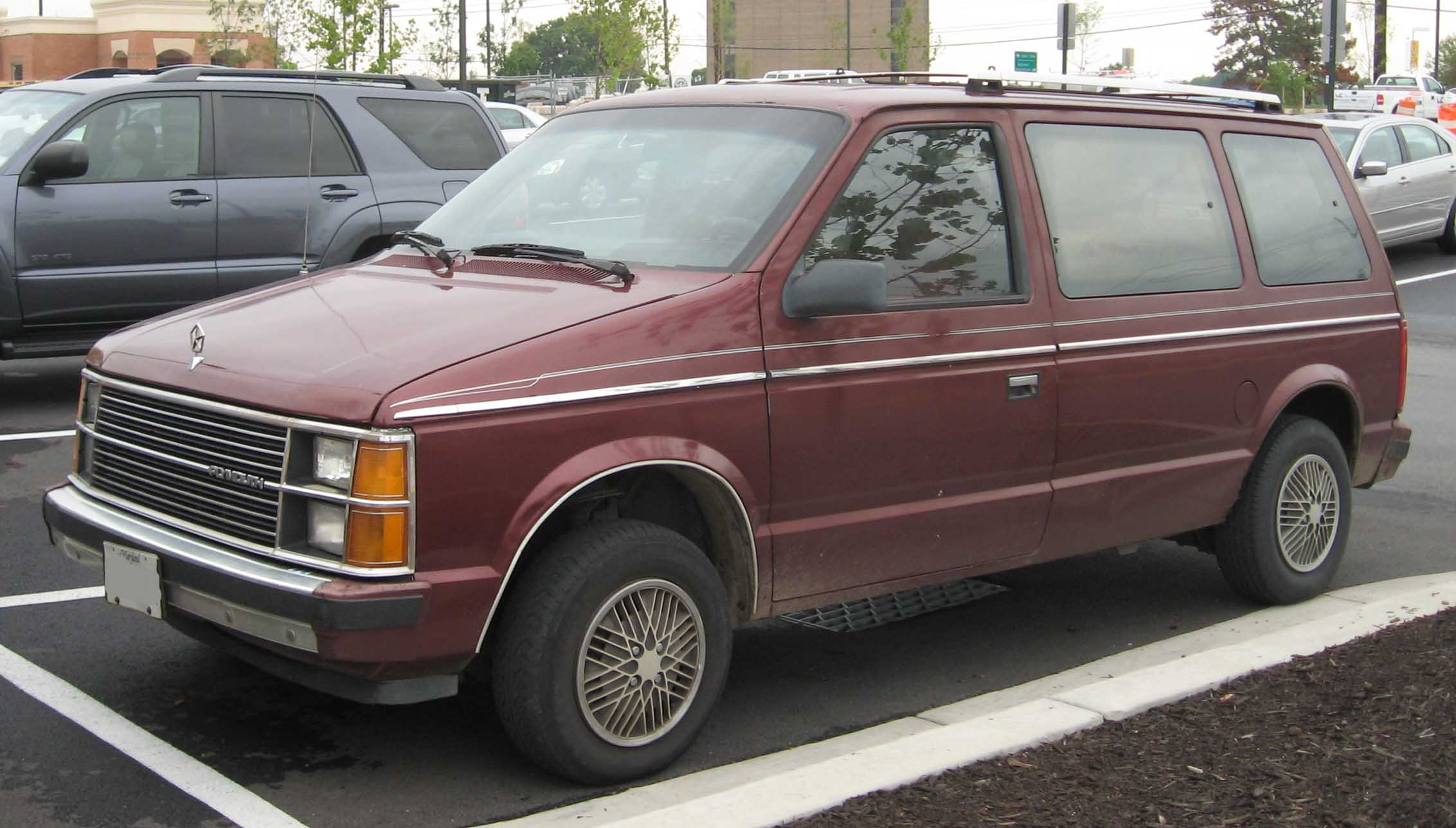
「ミニバン」の代表的車種であり世界初のミニバン「ボイジャー」（1984年）

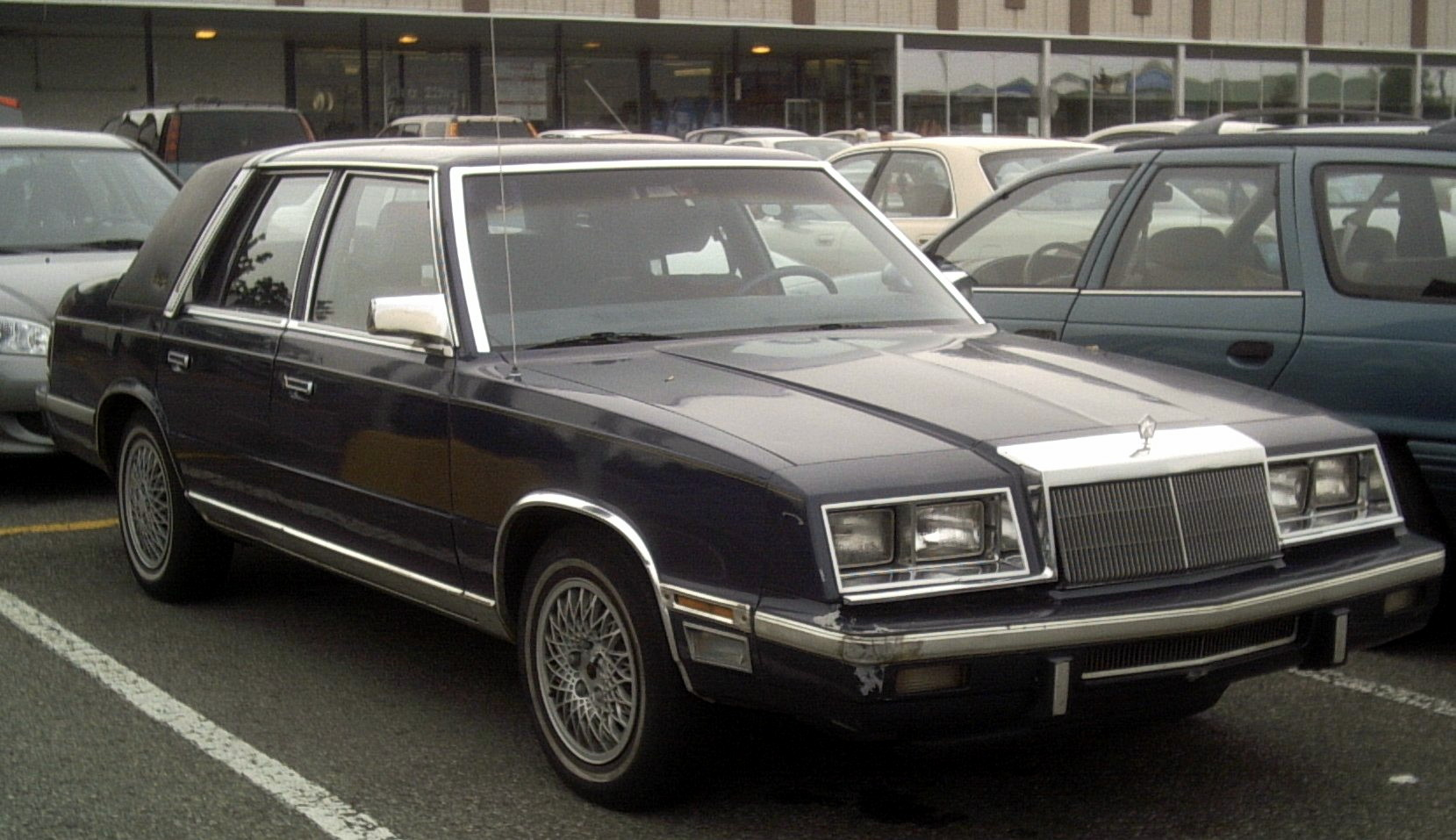
「Kカー」をベースに作られた「Eプラットフォーム」の代表的車種である「ニューヨーカー」（1987年）

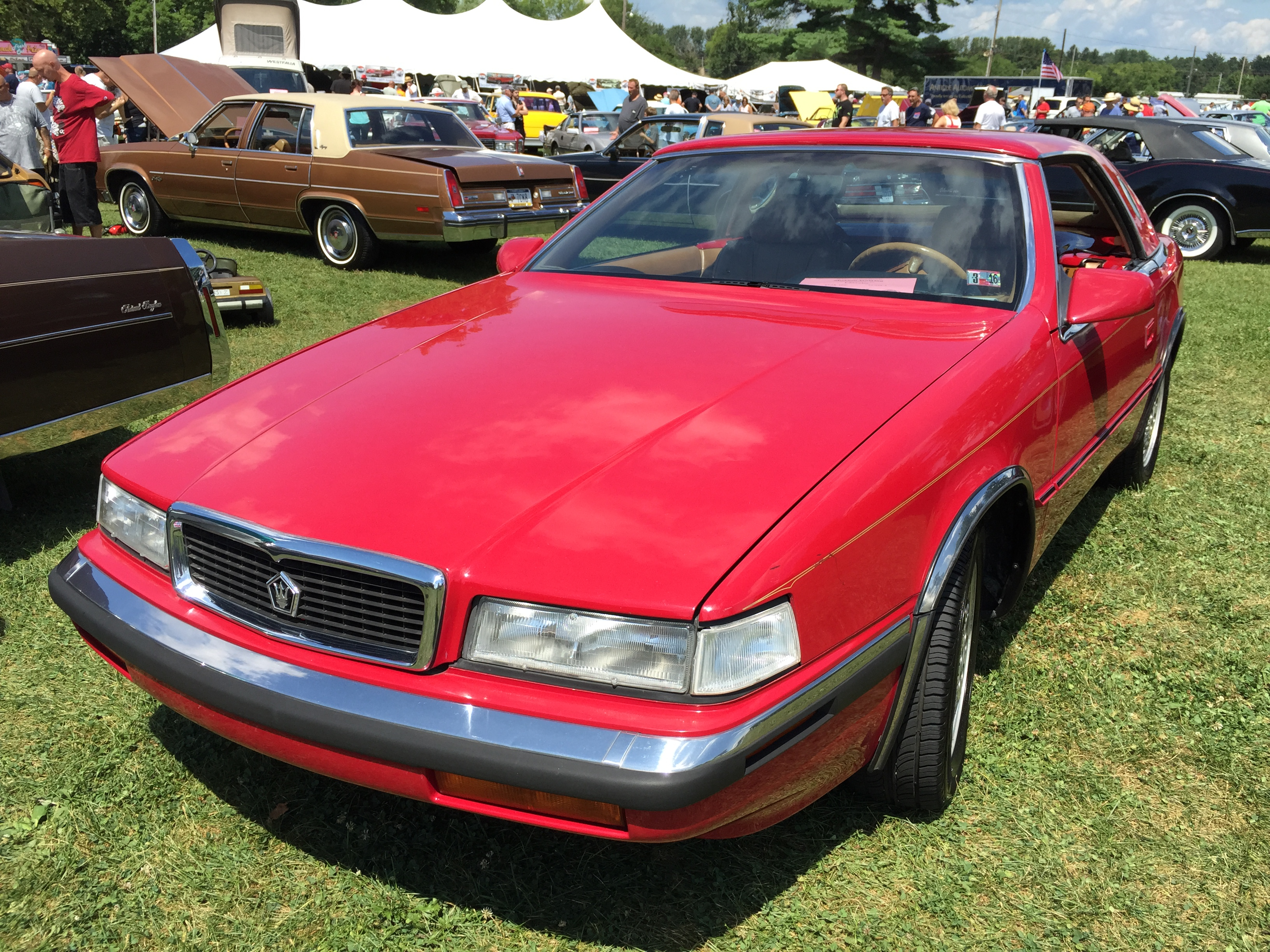
「TCバイ・マセラティ」（1988年）

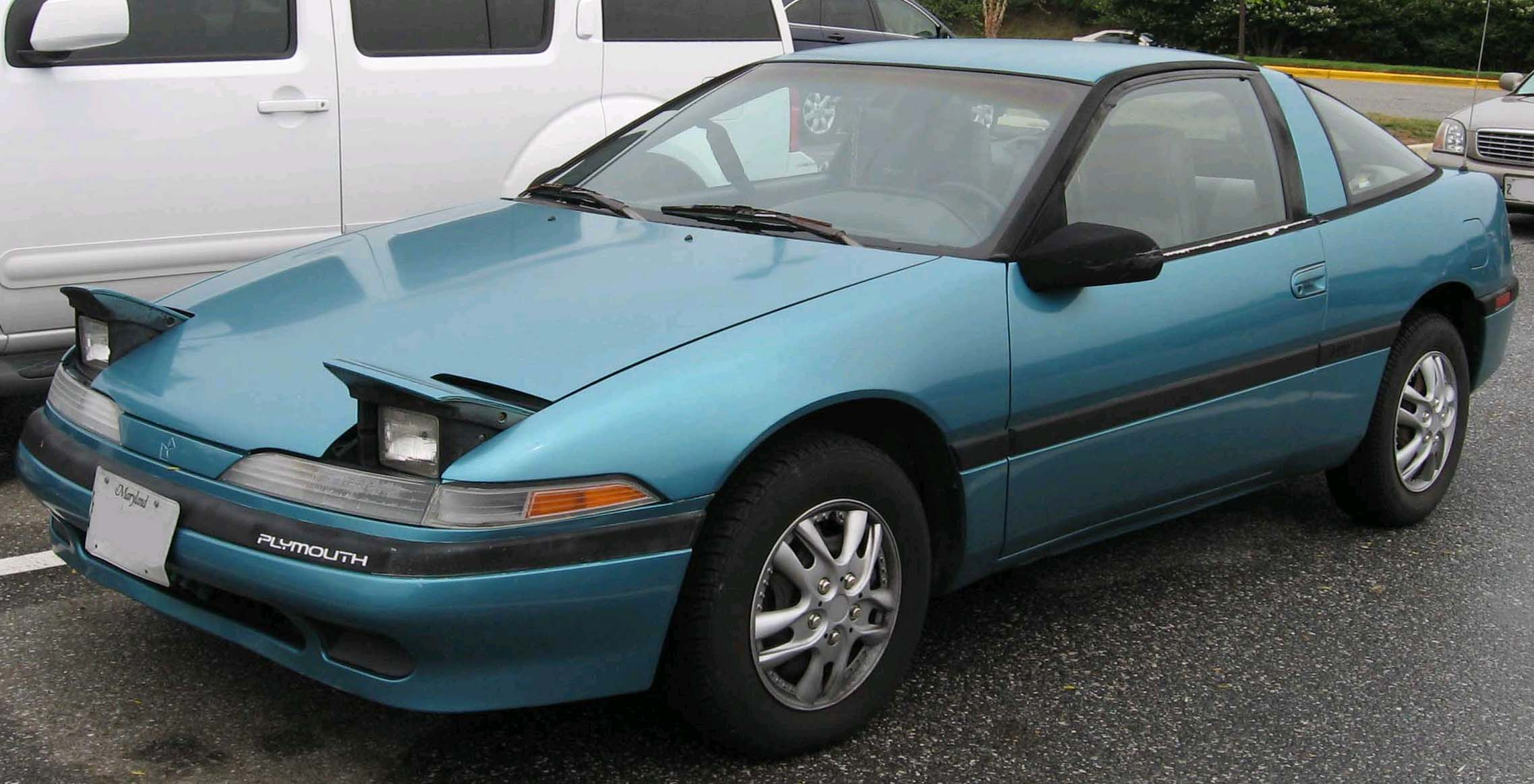
「DSM」で生産された「プリムス・レーザー」（1991年）
(日本名：三菱・エクリプス)

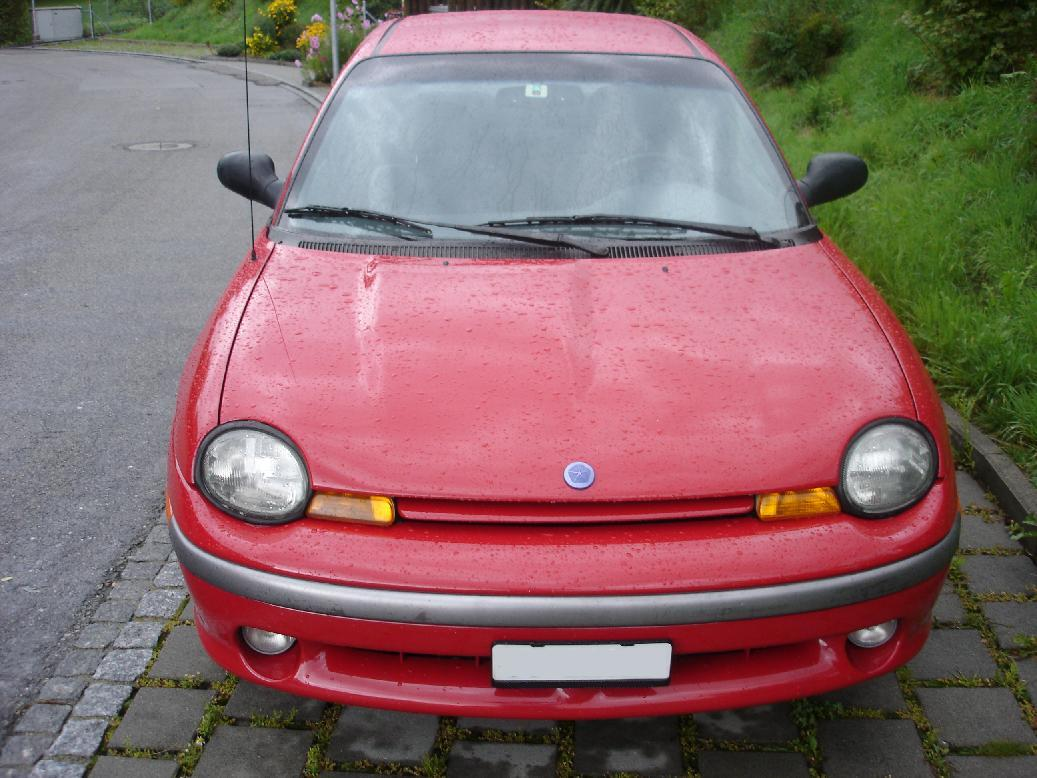
ネオン（1994年）

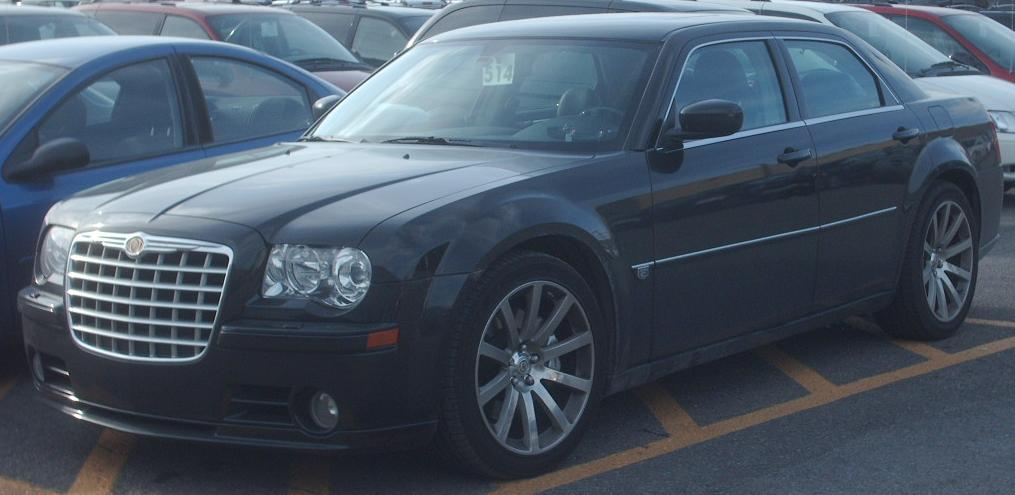
300C（2005年）

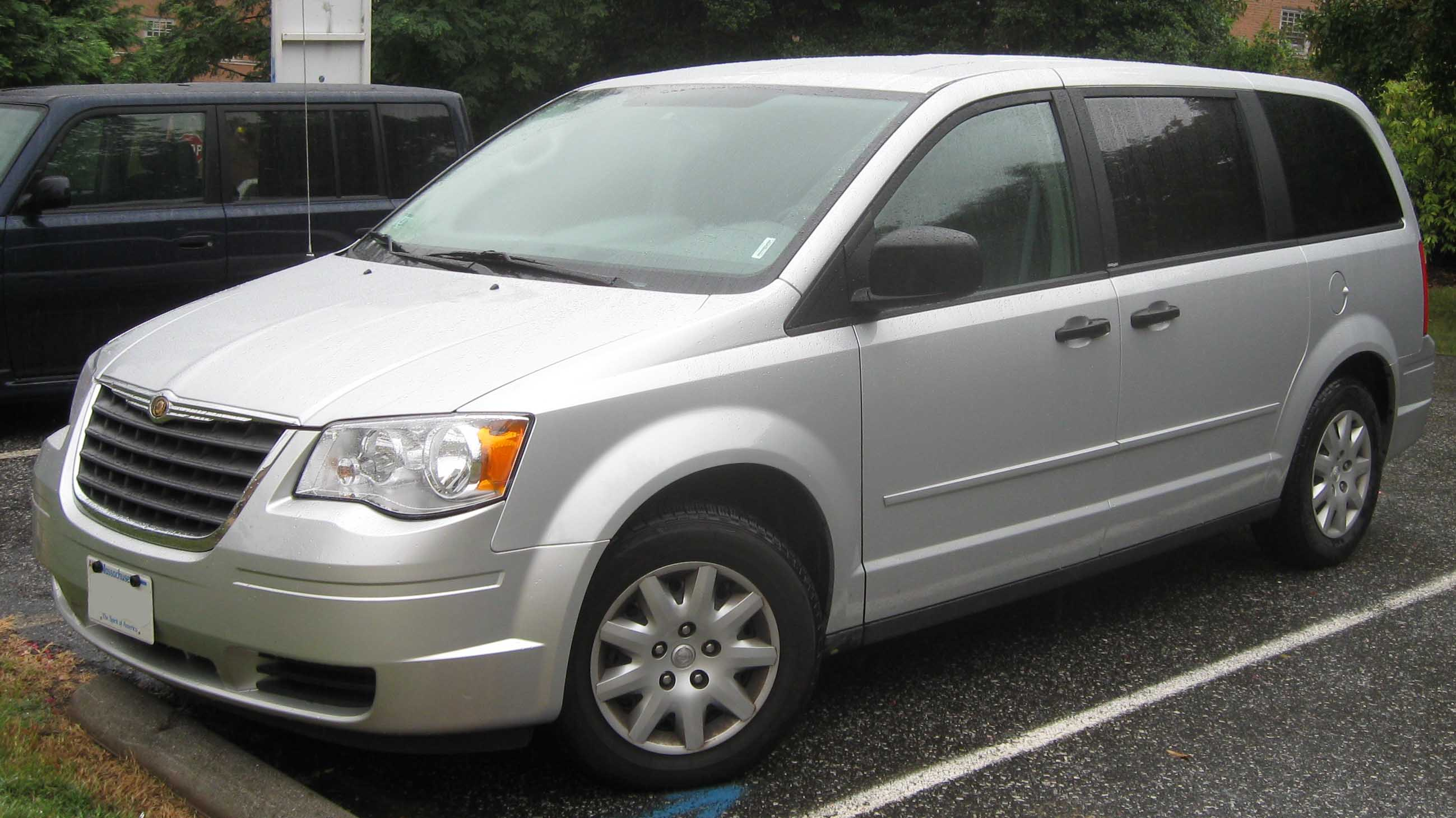
タウン&カントリー（2009年）

1951年モデルで、当時アメリカ製量産車では先例のほとんどなかった半球型燃焼室を持つ「ヘミエンジン」と呼ばれるV型8気筒高性能エンジンを導入し、NASCARなどのアメリカ国内のモータースポーツに積極的に参加。マッスルカーの流行につれ、これらの車はモパー（英語: Mopar）の愛称で親しまれ、クライスラーブランドの高性能なイメージを市場に植えつけることに成功した。
さらに、ボディデザインについても従前は上級車のクライスラーやデソートでも、中級のダッジ、大衆車のプリムスとパネルが共用化され、全体構造も居住性優先の実用堅実志向であったところ、1955年モデル以降は自社デザインチーフのバージル・エクスナーの主導による流麗なデザイン（エクスナー自身により「フォワード・ルック」と称された）が積極的に採用されるようになり、従前アメリカ自動車業界のデザイントレンドを主導してきたGMにも脅威となって影響を与えるほどに、スタイリッシュなモデルを続々と投入した。
またこの頃は、アメリカ経済が絶頂期にあり年々販売台数が伸びていたことや、輸入車との販売競争もほとんど存在しなかったもあり、テールフィンがつき、高馬力エンジンを積んだ利幅の大きい大型車（フルサイズ）が人気を博し、高性能な大型車が得意なクライスラーにとっての絶頂期でもあった。クライスラー系各車のデザイン尖鋭化は、エクスナーのバロック趣味が強まって普遍性から遠ざかり始めても1961年モデルまで続き、エクスナーが心臓発作で一時休職したのを機に彼が更迭されたことで、ようやくデザインの穏健路線への変更が為された。

### 拡張路線とその失敗
1960年代には北米以外の市場への本格的な進出を図り、ルーツ・グループ（イギリス）、シムカ（フランス）、バレイロス（スペイン）の各社を買収、1967年に「クライスラー・ヨーロッパ」として組織し、フルラインナップでの展開を行った。
しかし、これらは「負け組連合」と称されたような各国の弱小メーカーの寄せ集め的な買収の繰り返しであり、吸収合併による合理化やスケールメリットすらもたらすことのない有様であった。また、日本や西ドイツ（当時）の小型車との競争が激化するにもかかわらず、当時アメリカ国内で行われた無理な生産拡大が、結果的に品質低下と販売不振による過剰在庫、リコールの多発をもたらした。
さらに1973年の第1次オイルショックと、その後の石油価格の上昇を受けたアメリカ国内における日本車、西ドイツ車の急激なシェア拡大、それに反比例した利幅の大きいフルサイズカーの販売不振が追い討ちをかけた結果、1970年代後半には深刻な経営危機となり、運営資金が枯渇する状況に陥った。

### アイアコッカ時代
経営危機の真っ只中の1978年、フォード・モーターの社長をつとめていたものの、同社会長のフォード2世との対立から解雇の憂き目に遭っていたリー・アイアコッカが新たにクライスラーの社長に就任した。その直後に運営資金が底をついたことから、第二次世界大戦以前より同社の収益の大きな柱であった軍需産業部門の売却を余儀なくされた他、大規模な人員削減を行うなど、苦難の時を迎えることとなった。
アイアコッカはクライスラーの経営を立て直すべく、1978年にまずヨーロッパ部門をPSA・プジョーシトロエンに売却。1979年には連邦政府と議会からストックオプションと引き換えに、15億ドルのローン保証を得ることに成功した。
また、1981年にはアイアコッカの就任後に開発が開始された小型車「Kカー（英語: Chrysler K platform）」シリーズが導入され、それ以降も前輪駆動化や全ラインナップにわたる小型化の推進、1984年のミニバンの発売、肥大化した組織の見直し、海外拠点や子会社を含む不採算部門の売却や閉鎖などの大々的な改革を行った結果、1980年代半ばには、数年前までは倒産寸前だった同社を完全に立て直すことに成功し、1987年には黒字化を達成した。

### AMC買収
1987年には、アイアコッカの指示のもと、当時フランスのルノー傘下で、「ジープ」ブランドを所有するアメリカ第4位の自動車会社であるアメリカン・モーターズ（AMC）を買収した。当時はルノーのバッジエンジニアリング車を中心に展開していたAMCが深刻な販売不振に陥っていたこともあり、シェアにおいてはビッグ3の他2社を上回ることはできなかった。
しかし、同社の販売網を組み込むことでアメリカ国内の販売力が拡充した上、ジープ・チェロキー（2代目・XJ）が予想外のヒットとなるなど、同社が展開していた「ジープ」ブランドの各車は、その後クライスラーに大きな売り上げをもたらすことになる。

### アイアコッカの趣味
その後、イタリア系のアイアコッカの指示のもとで、アイアコッカの友人で、フォード時代からの友人のアルゼンチン系イタリア人のアレッサンドロ・デ・トマソが経営するイタリアの高級車メーカー・マセラティとも提携し、1988年には共同開発した高級2シーター車「TC」を少数生産した。
同時期にはイタリアの高級自動車メーカーであるランボルギーニを買収し、F1にも参戦したが、これらのイタリアブランドとの提携は「アイアコッカの趣味」としかいえないもので、全て短期間の失敗に終わっている。

### 他社との提携
AMC買収に先立つ1985年には三菱自動車と提携し、「ダイアモンド・スター・モータース（DSM）」を設立した。1988年からイリノイ州に建設した工場で共同生産を開始し、「イーグル」ブランドなどで発売された。また三菱が日本で生産した小型車をクライスラーやダッジ、イーグルのブランドで販売し2000年代まで続いたほか、現地向けモデルでも三菱製エンジンを搭載した車種も存在した。
1990年代にはオーストリアのシュタイア・プフ（現・マグナ・シュタイア）がチェロキーとグランドチェロキー（2代目・WJ以降）の生産を開始し、再びヨーロッパ市場に進出した。三菱はギャランΣやエテルナΣ、デボネアなどの中型車に搭載していたサイクロンV6を供給した。
その後1992年にアイアコッカは引退したものの、1994年には、三菱などとの提携から学んだ小型車開発のノウハウを生かして、最低価格が1万ドルを切る安価な小型車「ネオン」を開発し、話題を呼んだ。同車はその後「日本車キラー」と呼ばれ、アメリカ市場で一時人気を博した。

### 「ダイムラー・クライスラー」時代
1998年に、ドイツのダイムラー・ベンツ社と合併して「ダイムラークライスラー・AG」となった。この合併は、表向きには対等合併とされたが、事実上ダイムラーによる買収であった。合併後、ダイムラー・ベンツ側とクライスラー側の双方が好業績をあげたのは初年度だけで、以後はどちらかが不振に陥っている。
クライスラー・グループに関しては一時、「PTクルーザー」や「300C」などの予想外の好調な販売に助けられた時期があったものの、中・大型車中心のラインアップが災いし、またイラク戦争後の深刻な原油高の影響で再び業績低迷に陥った。2006年決算では営業損益の赤字が11億1800万ユーロ（約1770億円）に達した。

### サーベラス傘下へ
2007年5月、ダイムラークライスラーはクライスラー部門（クライスラー、ダッジ、ジープ、ラム・トラックス）を新しく設立した持株会社「クライスラー・LLC」の傘下に分離し、新会社の株式の80.1%を55億ユーロ（約9000億円）でアメリカの投資会社サーベラス・キャピタル・マネジメントに売却した。これにより、約9年にわたるダイムラーとクライスラーの協業体制は解消されることとなった。なおダイムラー・ベンツは新たにダイムラーへと社名を変更した。
2008年に世界金融危機が本格化すると、クライスラーの資金繰りは完全に行き詰るようになった。アメリカ政府はクライスラーの倒産を防ぐために、つなぎ融資として40億ドルを提供した。アメリカ政府はさらなる追加融資の条件として、クライスラー経営陣や全米自動車労働組合（UAW）に、4月末という時期を区切って、提携相手候補のイタリアの自動車製造大手のフィアットや債権者団との間で、債務（レガシーコストなど）削減の交渉をまとめるように通告した。
倒産直前の2009年4月末、ダイムラーは残りの株の全持分をサーベラスに売却した。最後の数日間の間に、アメリカ政府はさらに追加融資として5億ドルを提供した。

### 経営破綻、フィアットが完全子会社化

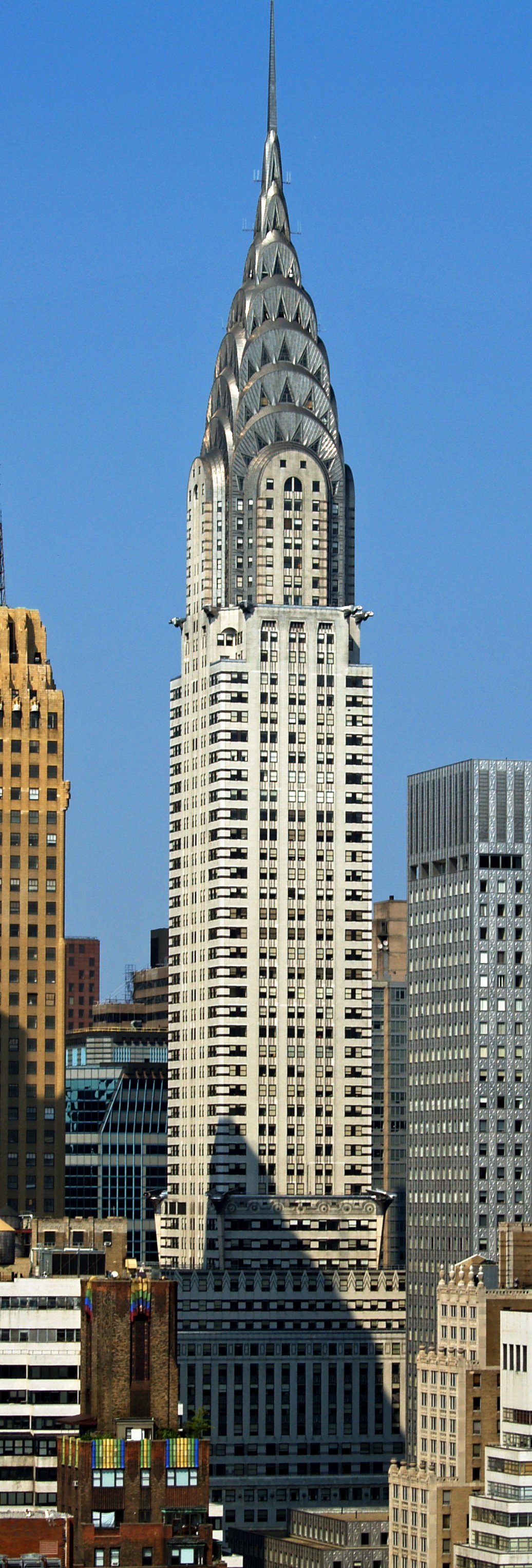
かつての本社であり象徴でもあったクライスラー・ビルディング

クライスラー経営陣、UAW、フィアット、債権者団などの間で、有担保債務（工場や不動産等）69億ドルの圧縮、医療保険基金への支払い義務の106億ドル削減などの交渉が続けられたが、債権者団のうち少数の中堅ヘッジファンドなどが最後まで条件を受け入れなかったため、交渉は時間切れとなった。その中で、クライスラーとフィアットの提携交渉はまとまり、両社は合弁で新会社の設立で合意、事実上の新旧分離が決まった。
アメリカ東部時間 2009年4月30日、クライスラーは連邦倒産法（破産法）第11章の適用をニューヨーク市のニューヨーク州南部地区連邦倒産裁判所に申請、破産法手続により、大株主サーベラスが保有する株式は事実上失効した。
新会社の持ち株比率は、UAWが55%、フィアットが20%、アメリカ政府が8%、カナダ政府が2%となった。フィアットは将来的に持ち株比率を35%まで引き上げることが可能で、さらに、アメリカ政府から受けた公的資金を完済すれば、発行済み株式の最大51%を取得して子会社化できる条項も盛り込まれた。
クライスラーのナルデリ最高経営責任者（CEO）は1か月〜2か月後の法的手続き終了時に辞任し、新たに、政府とUAWから6人、フィアットから3人の総勢9人で構成される取締役会が新生クライスラーの経営を指揮する。新生クライスラーは、アメリカとカナダ両政府から総額100億ドル（約1兆円）あまりの公的資金と、フィアットから小型車開発などの技術支援と経営・開発面での人材支援を得て、経営再建を目指す。また、5月4日までにアメリカ国内22カ所すべての工場で当面操業を停止すると発表。
6月9日、アメリカ連邦最高裁判所が、一部債権者によるクライスラー資産売却の差し止め請求を却下。この決定により、翌10日には新会社への資産売却が完了し再建手続きが終了した。新生クライスラーのCEOにはフィアットCEOのセルジオ・マルキオンネが、会長には、ボーデン・ケミカルズ会長、デュラセル・インターナショナル会長などを歴任し、現モルガン・スタンレー社外取締役であるロバート・キダーが就任した。
フィアットは株式保有率を58.5%にまで引き上げていたが、2014年1月、フィアットはUAWの医療保険基金が持っていた残りのクライスラーの株、41.5%を買い取り、クライスラーを完全子会社化すると発表した。その後、同年10月12日に合併し、フィアット・クライスラー・オートモービルズ（FCA）が誕生、翌13日にニューヨーク証券取引所での取引を開始した。
2019年10月、FCAはグループPSAと経営統合することを発表し、株主である双方の創業家と中国の東風汽車集団とフランス政府は7年間出資することで合意した。その後2020年7月15日には、新たな企業グループの名称をステランティス（STELLANTIS）にすることが発表された。

### ロゴの変遷

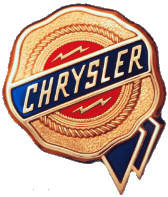
1925年 - 1955年
1955年 - 1962年
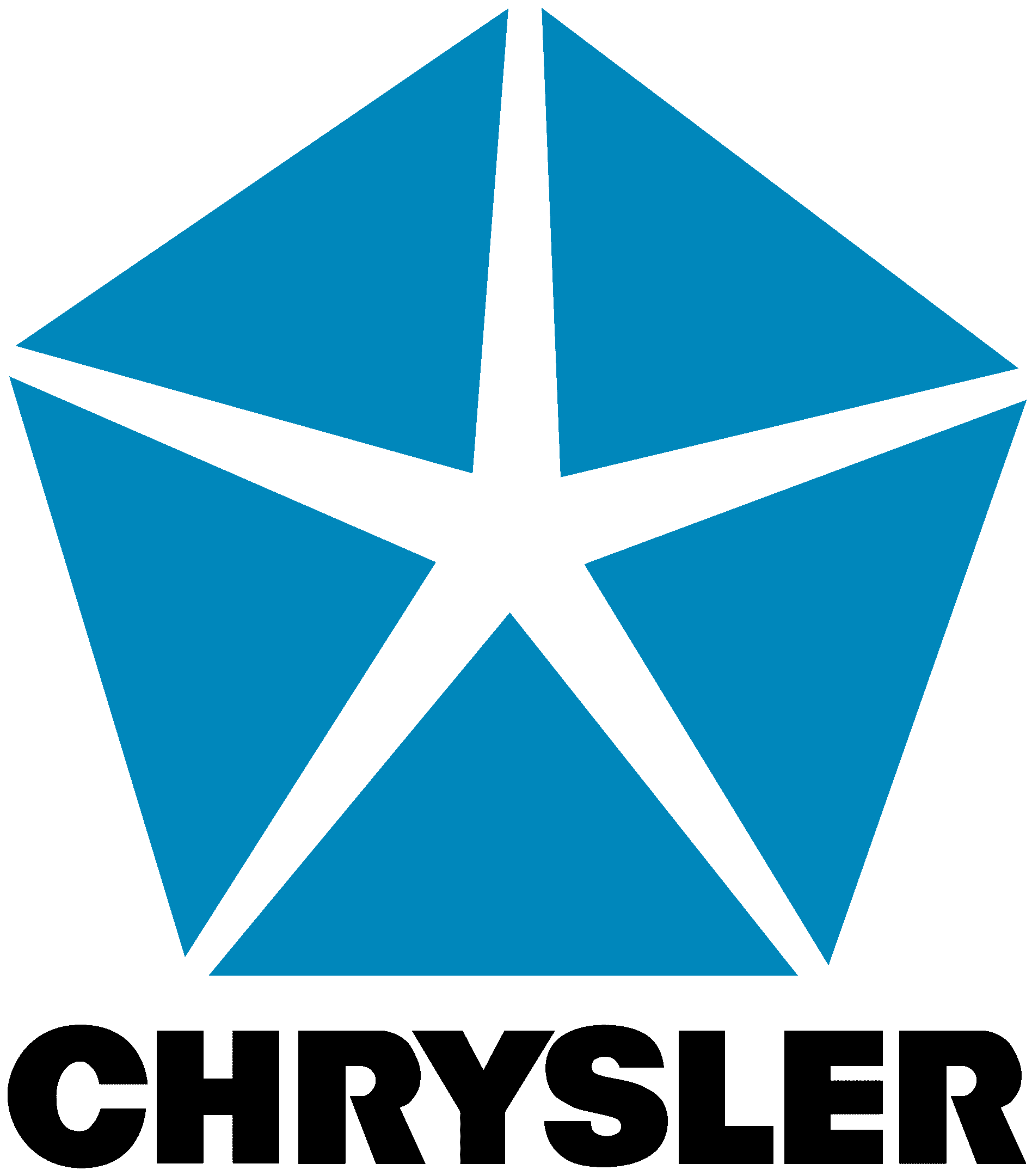
1962年 - 1998年
1998年 - 2007年（「ダイムラー・クライスラー」時代）
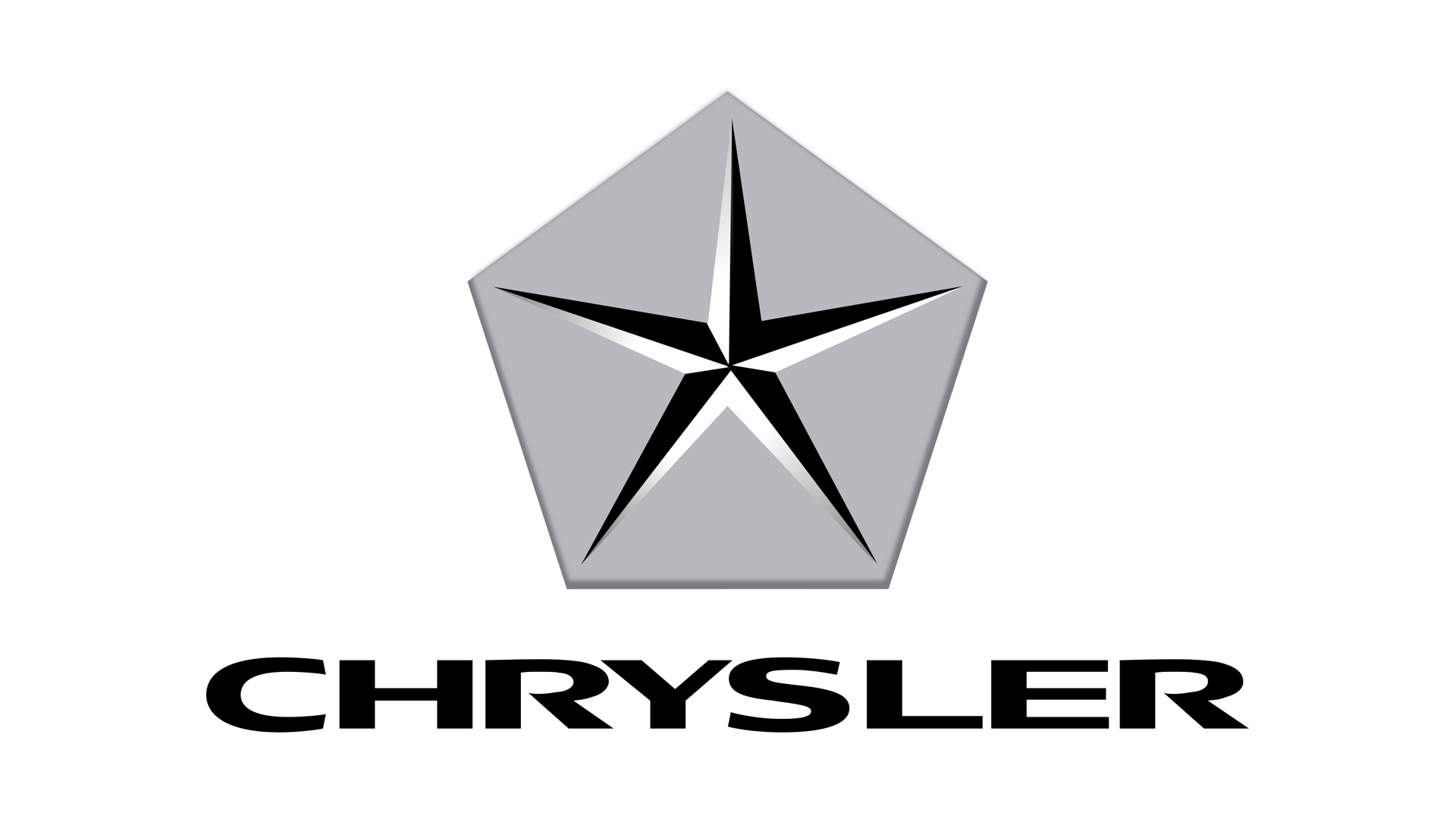
2007年 - 2014年
2014年 - 2021年（「フィアット・クライスラー・オートモービルズ」時代）
2021年 - 現在（現行社名）

## 日本でのビジネス
販売においては、1920年代から日本への輸入が開始され、第二次世界大戦前までは八洲自動車が輸入するクライスラーやデ・ソートが上流階級や富裕層に、安全自動車が輸入したダッジや、やはり八洲が扱ったプリムスがタクシーなどに愛用されていた。その後は国際興業や麻布自動車等、幾つかの輸入業者の変遷を経て1988年、セゾングループ（当時）の大沢商会との共同出資で、日本法人「クライスラージャパンセールス」が設立された。1990年には本田技研工業と販売提携を結び、ホンダ販売店にて「ジープ」車の販売を始めた（1997年に提携終了）。
1990年代の輸入車ブームになると、日本でのビジネスにいよいよ本腰を入れ始めた。1995年、クライスラーがセゾングループ側の出資株を全て買い取り、西武自動車販売を吸収合併、クライスラー100%出資の「新生」クライスラージャパンセールスとして再スタート。独自での日本販売網を構築した。また、ビッグスリーの中で最も右ハンドル車の導入に積極的であり、販売される車種の多くが右ハンドルのみの設定となっていた。
「ダイムラー・クライスラー」誕生に伴い、1999年には「メルセデス・ベンツ日本」（MBJ）と合併、「ダイムラー・クライスラー日本」（DCJ）となり、2007年にはダッジブランドの展開を開始した。2007年、ダイムラーとクライスラーとの協業解消に伴い、同年11月1日、DCJはMBJとして元の社名に戻り、その子会社としてクライスラー・ダッジ・ジープブランドを取り扱う「クライスラー日本」（CJ）として新たに発足した。MBJは早い段階でCJの資本から撤退する方向であったが、その後はリーマンショックにより親会社であるダイムラーの経営が悪化し、そしてクライスラー自身の経営破綻による混乱で思う通りに進まなかった。
経営破綻後はそれまであった直営店がすべて廃止された。なお、一部の店舗は販売会社に買い取られ現在も営業しているが、買い手が付かなかった店舗は廃止されている。
そして、2012年7月1日に「フィアットグループオートモービルズジャパン」との業務統合により、「フィアット・クライスラージャパン（FCJ）」が発足し、約5年にわたるMBJの子会社としての歴史に幕を閉じた。なお、「フィアット・クライスラージャパン」は法人名称ではなく、登記上は当時別々に存続していた「フィアットグループオートモービルズジャパン」と「クライスラー日本」を一括した呼称である。FCJ発足まで長くクライスラーブランドの車種が投入されなかったため、開店休業状態が続いたが、2012年11月に久々の新車種として新型300とランチアからのOEMであるイプシロンが発表された。しかしイプシロンは2014年に販売を終了した。
2015年1月1日、これまでの「フィアット・クライスラージャパン」の両法人格である「フィアットグループオートモービルズジャパン」と「クライスラー日本」を統合させ、社名を「FCAジャパン株式会社」（FCA Japan Ltd.、略称:FCAJ）に変更した。後に、2022年3月1日に同社はステランティスのもう一つの日本法人であるGroupe PSA Japanと合併し「Stellantisジャパン株式会社」に社名を変更している。
FCAグループ内で、ジープをグローバルブランドに位置付けた上で世界販売を強化する方針が決定され、日本でもジープ・ブランドに販売リソースを集中させるため、2016年4月1日、全国の「クライスラー・ジープ」店の名称を「ジープ（＋地名）」に変更。同年10月よりジープを基準とした新CIによる統一店舗デザインが導入された。店舗変更以降もクライスラー車の併売体制を維持し「クライスラー・300S」を販売していたが、2017年末を持ってクライスラー・ブランドの日本国内販売を終了。以後はジープ・ブランドのみとなり、クライスラー車のアフターサービスはジープ販売網が行うこととなっている。
生産においては、1970年に三菱重工業との合弁により、三菱自動車工業を設立。合弁契約は1985年に合意の上、解約、クライスラーの出資分の大部分は三菱重工業が買収し、資本提携に転じた（三菱自動車工業はその後上場）。1993年に三菱自動車工業との資本提携を解消し、日本での生産からは完全に撤退したが、三菱自動車工業との技術提携関係は2009年まで継続されていた。

## ブランド

### 現在
2016年現在クライスラーは、「クライスラー」、「ジープ」、「ダッジ」、「ラム」の自動車4ブランドに、部品とカーアクセサリーブランドの「モパー」の計5ブランドを擁している。5ブランドは社内組織として独立しており、それぞれに社長兼CEOが配置されている。
なお「クライスラー」は、ミニバンやセダンを高級車仕様に対応できる乗用車を揃えたブランド。また「ジープ」は、四輪駆動車の代名詞となるほど有名なブランドで、様々なバリエーションのSUVを展開する。「ダッジ」は、個性的なセダンやミニバンのラインアップも有する。ダッジから切り離された「ラム」では、クライスラーの売り上げの原動力となってきたピックアップトラックが主力となっている。

### 過去
- イーグル
- プリムス
- インペリアル
- デソート
- ファーゴ

## 車種
ダッジおよびジープについてはそれぞれの項目を参照。
現在発売されている車種
- 300/300C
- パシフィカ

過去に発売されていた車種
- PTクルーザー
- セブリング
- クロスファイア
- ネオン
- プロウラー
- イプシロン（右ハンドル圏のみ）
- デルタ（欧州右ハンドル圏のみ）
- 200/200C
- ボイジャー（パシフィカの廉価版ならびにフリート向けという位置づけ）

他のモデルについてはクライスラーの車種一覧の項目を参照。

## 広告出演
- リカルド・モンタルバン
- フランク・シナトラ
- リー・アイアコッカ
- ジャック・ジョーンズ